# Centrum voor Elektronische Muziek
De Stichting Centrum voor Elektronische Muziek (CEM) is een Nederlandse organisatie die werd opgericht als Contactorgaan Elektronische Muziek in 1956 door stichting Gaudeamus. CEM richt zich op de productie en promotie van elektronische muziek en beheerde studio's in achtereenvolgens Utrecht, Hilversum, Arnhem en Amsterdam. In Amsterdam werd een samenwerking aangegaan met De IJsbreker en een kindercomponeerwerkplaats opgericht met een Klankspeeltuin, die bezocht werd door basisscholen. In 2005 werd de subsidie stopgezet en in 2006 ging de CEM een samenwerking aan met WORM in Rotterdam. 
Onder andere Legowelt, Michael Fahres, Stefan Robbers, Rude 66, Arno Peeters en Dyane Donck maakten er muziek. Felipe Pérez Santiago was gastcomponist. De CEM bezit zeldzame synthesizers van het type ARP 2500 en 2600.